# لودويغ كارلسون
لودويغ كارلسون هو لاعب هوكي الجليد سويدي، ولد في 6 يناير 1991 في ستوكهولم في السويد.

## وصلات خارجية
- لودويغ كارلسون على موقع دوري الهوكي الوطني (الإنجليزية)
- لودويغ كارلسون على موقع EliteProspects.com (الإنجليزية)